# Bandera Falls
Bandera Falls è una comunità non incorporata degli Stati Uniti d'America della contea di Bandera nello Stato del Texas. Fa parte dell'area metropolitana di San Antonio.

## Geografia fisica
Bandera Falls si trova sulla Farm Road 1283, cinque miglia a sud di Pipe Creek, nella parte orientale della contea di Bandera.